# Hirsutism
Hirsutism är ett kliniskt tillstånd där behåring i ansiktet eller på kroppen växer där den inte brukar. Hirsutism har ansetts vara endast ett kosmetiskt problem, men det kan också vara ett symptom på en sjukdom. Idag ser man tillståndet även som en orsak till psykologiskt lidande hos den drabbande, bland annat då social fobi och annan ångest är tätt kopplat till tillståndet.

## Symtom
Hirsutism är en form av hypertrikos, som kan drabba kvinnor från puberteten, vid graviditet, sjukdom eller vid klimakteriet på grund av reaktioner på androgener. Om hirsutismen uppstått i samband med en naturlig hormonrubbning, kan det finnas ärftliga förklaringar, men om den uppkommer vid andra tillfällen kan det bero på en sjukdom. Hirsutismen består i att de redan befintliga vellushåren (opigmenterade fjun) förgrovas och pigmenteras, det vill säga blir terminalhår.
Graden av hirsutism uppskattas med Ferriman-Gallwey-skalan. Denna bedömer tillståndet i en skala på 0–4 för 11 kroppsdelar. Kroppsdelarna är överläpp, haka, bröst, övre delen av magen, nedre delen av magen mot pubisregionen, bikinilinjen och låren, ryggen, och stjärten. Grad 0 innebär att det inte finns något uttalat terminalhår. Det förekommer också studier av hirsutism där hårrotens diameter mäts.

## Orsaker
Tillståndet kan antingen bero på för höga halter av androgener (hyperandrogenism) eller på att huden har en ökad känslighet inför dessa hormoner. Tidigare användes förekomst av hirsutism för att bedöma huruvida en kvinna led av hyperandrogenism, men dels förekommer hirsutism utan sådan orsak, dels förekommer hyperandrogenism utan hirsutism. Testosteronnivåerna är normala hos omkring 20 % av samtliga med hirsutism.
Hyperandrogenismen beror upp till 80 % på polycystiskt ovariesyndrom (PCOS), ofta i kombination med övervikt. Det kan också uppstå som en reaktion på höga kortisolvärden som vid Cushings syndrom. En studie på unga kvinnor med hirsutism 2012 fann en svag korrelation med förhöjda testosteronnivåer, men en starkare med förhöjda kortisolnivåer. Dock saknades ett linjärt samband mellan hormonnivåer och graden av hirsutism; hirsutismen är med andra ord en dålig markör för allvaret i det underliggande tillståndet.
Hirsutism kan också ses vid insulinresistens, eller som biverkning vid medicin, däribland vissa p-piller, antiepileptika, antibiotika, och kortisonpreparat. Hirsutism kan uppkomma som symtom på hypotyreos, hyperthecos (förstorade äggstockar), androgenproducerande tumörer, hyperprolaktinemi, akromegali, kroniska sjukdomar i huden, med mera.
Det finns också fall av hirsutism utan känd orsak, så kallad idiopatisk hirsutism. En mycket sentida[när?] teori som inte har särskilt mycket belägg är att prostaglandin kan orsaka hirsutism.

## Samsjuklighet
Vid hyperandrogenism förekommer ofta menstruationsrubbningar och akne. Vid androgenrelaterade orsaker förekommer allmän virilisation och därmed utebliven ägglossning (anovulation) och andra menstruationsproblem, exempelvis ovanligt långvarig menstruationscykel på 6 veckor (oligomenorré) eller utebliven menstruation (amenorré). Virilisationen kan exempelvis yttra sig i manligt håravfall.

## Behandling
Behandling av hirsutism beror på tillståndets orsak, men kan innefatta hormonbehandling eller hårborttagning. En annan faktor som är avgörande för vilken typ av behandling som är lämplig, är graden av hirsutism. Innan behandling påbörjas bör en läkare eller dermatolog konsulteras. Vid milda fall av hirsutism bör man endast använda sig av rakning, plockning, vaxning och blekning för att lindra tillståndet. Denna behandling kan man utföra på egen hand, men effekten av denna är kortsiktig och proceduren kommer inom kort att behöva återupprepas. Om man ofta utför denna typ av egenvård riskerar man att obehag och hudirritation uppstår.
Hirsutism som orsakats av polycystiskt ovariesyndrom behandlas vanligtvis med ett p-piller som är östrogendominant, då östrogen och gestagen hämmar effekten av den förhöjda testosteronnivån. I de fall då p-piller inte ger resultat, kan p-pillret kombineras med en antiandrogen.
Mer långsiktiga behandlingar av hirsutism ger en hårborttagning som är mer effektiv. Elektrolys och laserbehandling är två exempel på effektiva men kostsamma metoder för hårborttagning. Vid laserbehandling skadas hårsäckarna av laserstrålar i syfte att avlägsna hårstrån samt förhindra hårväxt. Elektrolys är en metod som liknar laserbehandling, men där en nål i kombination med en mindre elektrisk stöt används. Ärrbildning är en biverkning som kan förekomma vid behandling av hirsutism med hjälp av elektrolys.
Andra långsiktiga metoder är receptbelagda krämer och hormonbehandlingar. Hormonella p-piller kan förskrivas om kvinnan inte befinner sig i klimakteriet. Syftet med denna metod är att hämma manliga könshormoner, vilka kan vara en orsak till hirsutism. Om hormonbehandlingen inte är effektiv kan läkaren skriva ut en receptbelagd kräm för applicering direkt på problemområdet. Krämen bromsar hårväxten och gör den mindre framträdande.